# Мазуња (Месина)
Мазуња је насеље у Италији у округу Месина, региону Сицилија.
Према процени из 2011. у насељу је живело 38 становника. Насеље се налази на надморској висини од 863 м.